# HarperCollins
HarperCollins Publishers LLC (українською ХарперКоллінз) — одна з найбільших видавничих компаній у світі, входить у «велику п'ятірку» англомовних видавництв поряд з Hachette, Holtzbrinck/Macmillan, Penguin Random House та Simon & Schuster. Штаб-квартира компанії знаходиться у Нью-Йорку. Є дочірнім підприємством News Corp. Назва компанії складається з назв декількох видавничих фірм: Harper & Row, чия назва була результатом раннього злиття Harper & Brothers і Row, Peterson & Company, і британської видавничої компанії William Collins, Sons.
Виконавчим директором видавництва є Брайан Мюррей. HarperCollins має видавничі підрозділи у 18 країнах, у тому числі у США, Канаді, Великій Британії, Австралії, Новій Зеландії та Індії. Компанія видається під безліччю різних імпринтів, як колишніми незалежними видавництвами, так і новими. Оборот компанії в 2015-2016 фінансовому році склав 1,646$ мільядрів з 8,292$ мільярдів обороту News Corp в цілому.

## Історія

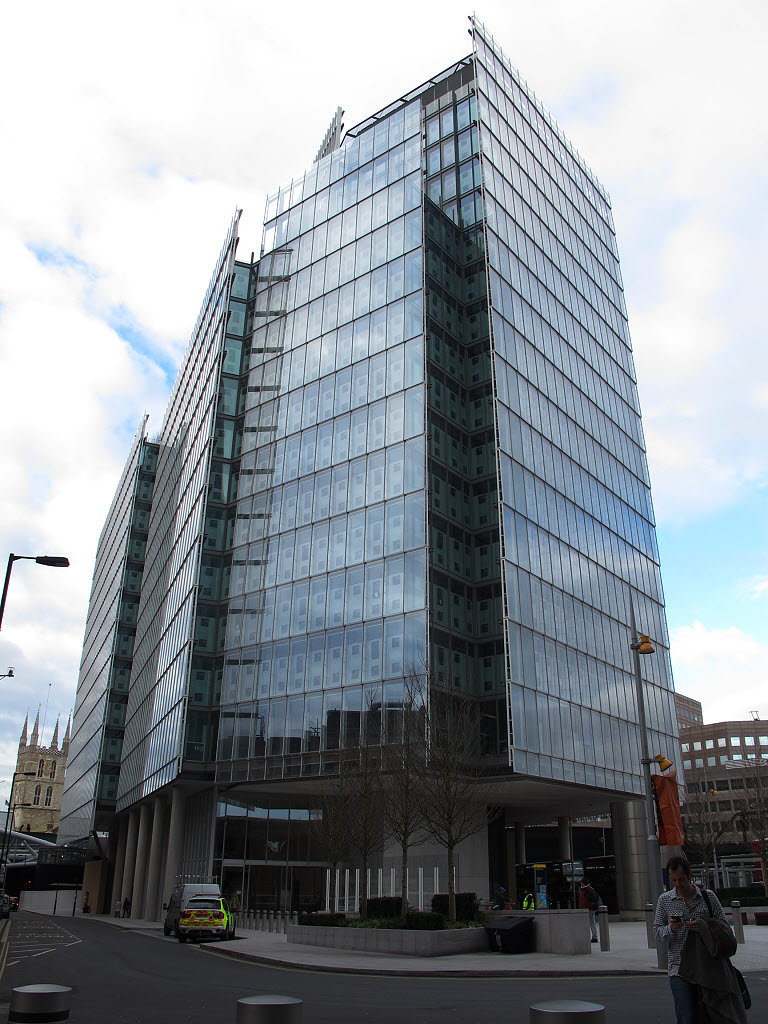
The News Building — штаб-квартира HarperCollins в Лондоні

### Harper
Видавництво Harper було засноване в Нью-Йорку у 1817 році братами Джеймсом і Джоном Харперами під назвою J. & J. Harper. Пізніше у ньому почали працювати їхні молодші брати Уеслі та Флетчер, і з 1833 року воно стало називатися Harper & Brothers. У 1840 роки бестселерами видавництва стали такі книги, як "Ярмарок суєти" Теккерея, "Джейн Ейр" Шарлотти Бронте та "Буремний перевал" Емілі Бронте, в 1844 році була випущена ілюстрована біблія Харпер. У червні 1850 року розпочато випуск журналу Harper's New Monthly Magazine (Harper's Magazine). До грудня 1853 року компанія Harper мала 41 друкарський верстат. Верстати працювали по 10 годин на добу та виробляли по 25 книг за хвилину, оборот компанії досяг $2 млн на рік. Проте 10 грудня 1853 року будинок видавництва майже повністю згорів, збитки перевищили $1 млн, у тому числі страховка покривала лише 20%. Лише через півтора роки видавництво відновило роботу у двох нових будинках на Франклін-сквер[en]. В 1857 був заснований ще один журнал, Harper's Weekly, а в листопаді 1867 - третій, Harper's Bazar (пізніше Harper's Bazaar). У 1867 році помер Джеймс Харпер, у 1870-х померло його троє братів і видавництво перейшло до їхніх дітей. У 1895 року було підписано договір з Марком Твеном на ексклюзивне право публікувати його книги.
Незважаючи на те, що до кінця XIX століття назва Harper стала майже синонімом видавничої справи в США, з компанією періодично траплялися фінансові труднощі. В 1896 Harper & Brothers стала акціонерною компанією і отримала фінансову підтримку від Джона Моргана, проте це не врятувало компанію від банкрутства в грудні 1899 року. Контроль над компанією перейшов від сім'ї Харперів до полковника Джорджа Харві зі схвалення Моргана та інших кредиторів. У перші п'ятнадцять років XX століття Харві намагався відновити дещо потьмянілу від банкрутства репутацію видавництва, влаштовуючи пишні бенкети для державних діячів, відомих авторів та нью-йоркської еліти. Однак фінансові проблеми це вирішити не допомогло, в 1913 році було продано журнал Harper's Bazar, а в травні 1915 полковника Харві змінив Клінтон Брейнард. Політика Брейнарда була спрямована на скорочення боргу компанії, але його успіхи були сумнівними: в 1916 році був проданий журнал Harper's Weekly, видавництво залишили такі письменники, як Теодор Драйзер, Джозеф Конрад і Сінклер Льюїс. У 1923 році будівлі на Франклін-сквер були продані J.P. Morgan & Co. за $400 тисяч, а видавництво переїхало на 49 East 33rd Street.
У квітні 1962 року Harper & Brothers об'єдналися з Row, Peterson & Company (компанією з Іллінойсу, що видавала підручники), компанія стала називатися Harper & Row Publishers, Inc. У наступні два десятиліття було поглинено кілька видавництв, як-от T.Y. Crowell (1977), J.B. Lippincott (1978), Zondervan Books (1988) і Scott, Foresman (1989), в 1983 акції Harper почали котируватися на Нью-Йоркській фондовій біржі. У березні 1987 року компанія Harper & Row Publishers була поглинута конгломератом Руперта Мердока за $300 млн.

### Collins
Видавництво William Collins, Sons (також відоме просто як Collins) було засноване Вільямом Коллінзом у 1819 році у Глазго. Спочатку компанія видавала лише словники та християнську релігійну літературу. У 1840-1842 роках видавництво почало видавати ілюстровані словники, отримало ліцензію на друк Біблії. 
Після відставки у 1846 році з компанії Вільяма керівництво взяв у руки його син Вільгельм II, який почав видавати твори Шекспіра і літературу, доступну для широких мас. В 1856 компанія розпочала випускати атласи і все ще зберігала монополію на видання Біблії. У 1872-1879 роках були відкриті відділення в Австралії та Новій Зеландії. Після смерті Вільгельма II, в 1895-1906 роках, управління перейшло до його сина - Вільгельма III, що ввів у компанію дитячу художню літературу. Після Вільгельма III керуючими стали його племінники - Вільгельм IV та Годфрі. Годфрі розвивав напрямок «книги для мільйонів» — дешеві видання класичної літератури. Були відкриті перші офіси у Південній Африці та Південній Америці.
У 1919 році Collins опублікувала свою власну оригінальну художню літературу. Серед авторів, що пізніше видавалися у William Collins, Sons були такі письменники як К. С. Льюїс, Агата Крісті та Дж. Р. Толкін. У 1981 відбулися зміни у складі акціонерів компанії — сім'я продала свою частку Руперту Мердоку.

### Злиття та поглинання
У 1989 році Collins була куплена компанією News Corporation Руперта Мердока та об'єднана з Harper & Row. Об'єднані були не лише назви видавничих компаній, а й їхні логотипи, що сформували стилізоване зображення полум'я на вершині хвилі. В 1999 News Corporation придбала Hearst Book Group, що складається з William Morrow & Company і Avon Books. Ці бренди наразі є імпринтами HarperCollins.
Продовжуючи розширювати видавництво, в 2011 HarperCollins придбала видавництво Thomas Nelson. Угода була завершена 11 липня 2012 з повідомленням про те, що видавництво Thomas Nelson, враховуючи її положення в християнському книговиданні, збереже автономне управління. Thomas Nelson і Zondervan були реорганізовані в нову групу імпринтів - HarperCollins Christian Publishing. Ключову роль реорганізації грали колишні керівники Thomas Nelson.
У 2014 році News Corp купила видавництво Harlequin, що базувалося в Торонто (Канада), яке раніше належало компанії Torstar Corp (видавцеві найпопулярнішої канадської газети Toronto Star). Основний напрямок видавництва Harlequin - жіночі романи. Сума угоди склала 415 млн доларів. Видавництво Harlequin було засноване в 1949 році і за свою історію надрукувало 6 млрд книг.

### Закриття складів США
Склади HarperCollins у Вільямспорті та Гранд-Рапідсе були закриті в 2011-2012 роках. У листопаді 2012 року операції доставки та зберігання в Індіані були об'єднані з компанією R. R. Donnelley, внаслідок чого було закрито два склади компанії HarperCollins. Склад у Скрантоні (Пенсільванія) закрили у вересні 2013 року, а склад у Нашвіллі (Теннессі) - взимку 2013 року. Декілька офісів і відділів HarperCollins продовжують працювати в Скрантоні, але вже в іншому місці. Закриття складу у Скрантоні ліквідувало близько 200 робочих місць, а закриття складу в Нашвіллі — до 500 робочих місць (точна кількість працівників розподілу книг невідома).

## Діяльність
HarperCollins є другим за значущістю підрозділом медіахолдингу Руперта Мердока News Corp, поступаючись його газетному підрозділу, що включає низку великих газет США, Великобританії та Австралії. У свою чергу HarperCollins складається з наступних підрозділів:
- HarperCollins Canada - канадський підрозділ, що зберігся з часів William Collins, Sons & Co. Ltd[24].
- HarperCollins Children's Books - книги для дітей.
- HarperCollins Christian Publishing - утворено на основі видавництва Томаса Нельсона, заснованого ще в 1798 році; штаб-квартира в Нашвілл (Теннессі)[25].
- HarperCollins Australia - основою австралійського підрозділу є поглинене в 1989 році видавництво Angus & Robertson, що базується в Сіднеї (засновано в 1880-х роках).
- HarperCollins India - було запущено в 2003 році як спільне підприємство компаній Living Media і HarperCollins. Це об'єднання зробило HarperCollins India великим видавцем Індії. HarperCollins встановила повний контроль над підприємством наприкінці 2012 року[26].
- HarperCollins UK - підрозділ у Великобританії. Видає близько 1000 найменувань книг на рік, у ньому працює 900 співробітників у Лондоні, Глазго та Хонлі[27].
- Harlequin - штаб-квартира знаходиться в Торонто. Видає в середньому 110 найменувань книг на місяць 34 мовами в 110 країнах[28].

Близько 99% книг HarperCollins видається англійською мовою (за винятком Harlequin, який 40% книг видає іншими мовами). Також у компанії є відділення в неангломовних країнах: HarperCollins Germany (Німеччина), HarperCollins Español (книги іспанською, штаб-квартира в Нашвіллі, Теннессі), HarperCollins Ibérica (Мадрид, Іспанія), HarperCollins Japan (Японія), HarperColl , HarperCollins Nordic (Скандинавія), HarperCollins Polska (Польща).
Каталог найменувань HarperCollins включає близько 200 000 позицій, з них 100 000 доступні в електронному форматі. Продажі електронних книг (включаючи аудіокниги) у 2015/16 фінансовому році склали 19% від загальної виручки в 1,646 млрд доларів.

### Імпринти
HarperCollins має понад 120 книжкових імпринтів (книжкових брендів або товарних знаків), більшість з яких базуються на США. Collins, як і раніше, існує як імпринт, головним чином для книг про дику природу та природну історію, путівників, а також англійських та двомовних словників.
8 лютого 2013 року було оголошено, що деяку частину літератури Collins буде об'єднано з літературою HarperPress у вигляді нового імпринту William Collins.

### Мережевий підхід

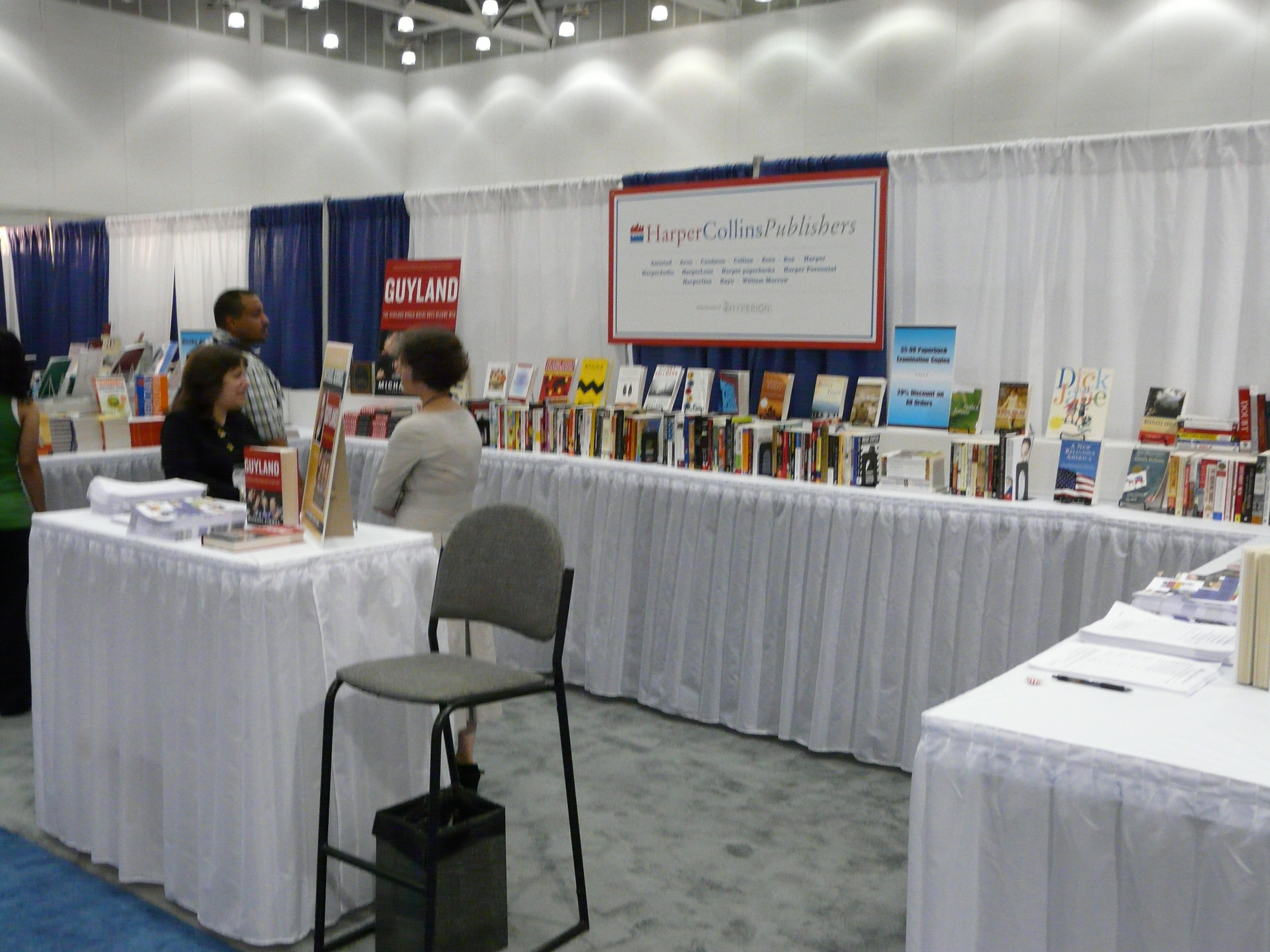
2008 стенд конференції

Для того, щоб збільшити обсяг продажів книг і вийти на онлайн ринок, HarperCollins створила на своєму сайті функцію перегляду, за допомогою якої користувачі можуть прочитати деякі уривки з книг, перш ніж купувати. Деякі видавці мають побоювання щодо такого підходу, оскільки вони припускають, що онлайн-книги можуть бути використані в обміні файлів між користувачами. З 2009 до 2010 року HarperCollins керувала соціальною мережею Bookarmy.
На початку жовтня 2013 року компанія оголосила про партнерство з онлайн-цифровою бібліотекою Scribd. З офіційної заяви стало ясно, що до підписки на Scribd входитимуть більшість книг з каталогів HarperCollins US та HarperCollins Christian. Шанталь Рестіво-Алессі, директор з цифрових технологій у видавництві, повідомила пресі, що угода є першим випадком, коли видавець випустив таку значну частину свого каталогу.

### Бюро виступів
HarperCollins Speakers Bureau (також відоме як HCSB) - перше агентство організації публічних виступів, створене великим видавничим домом. Воно було запущено в травні 2005, як підрозділ для замовлення виступів авторам видавництва та публікацій її дочірніх компаній. Директор - Андреа Розен.
Серед найвідоміших авторів HCSB — Керол Альт, Денніс Лігейн, Грегорі Магуайр, Денні Мейєр, Мехмет Оз, Сідні Пуатьє, Тед Соренсен та Кейт Уайт.

### Реорганізація виплат
У 2008 році як експеримент було відкрито підрозділ HarperStudio, який мав по-новому організувати відносини видавництва з авторами. Підхід HarperStudio полягає в тому, щоб виплачувати незначний аванс або не виплачувати його взагалі, але натомість розділяти з автором прибуток видавництва у співвідношенні 50% на 50% (замість стандартних 15%). Відділ очолив Боб Міллер, який раніше заснував видавництво Hyperion, підрозділ книг для дорослих компанії Walt Disney. HarperStudio закрилося у березні 2010 року після того, як Міллер пішов у Workman Publishing.

## Керівництво
- Брайан Мюррей – президент та головний виконавчий директор (CEO) HarperCollins з 2008 року, в компанії з 1997 року[42];
- Майкл Моррісон - президент і редактор підрозділів США та Канада з 2008 року, в компанії з 1999 року[42];
- Сьюзан Мерфі – президент і редактор HarperCollins Children's Books з 2015 року[42];
- Марк Шенвальд – президент та головний виконавчий директор HarperCollins Christian Publishing з 2012 року[42];
- Чарлі Редмейн – генеральний директор HarperCollins UK з 2013 року[42];
- Крейг Швайнвуд – видавець та головний виконавчий директор Harlequin з 2014 року[42].

## Критика

### «Схід та Захід»
Компанія виявилася втягнутою у скандал у 1998 році після того, як з'ясувалося, що вона відмовилася публікувати книгу Кріса Паттена (останнього британського губернатора Гонконгу) «Схід і Захід» після прямого втручання тодішнього генерального директора News International Руперта Мердока. Пізніше Стюарт Проффіт — редактор, який працював над книгою для HarperCollins, заявив, що це втручання було призначене для заспокоєння китайської влади (яких ця книга критикувала), оскільки Мердок мав намір розширити свою бізнес-імперію в Китаї і не хотів викликати проблеми, що виникли б після публікації цієї книги. Втручання Мердока призвело до звільнення Проффіта та обурення з боку міжнародних ЗМІ. Кріс Паттен пізніше опублікувався у видавництві Macmillan Publishing за підписом "книга, яку Руперт Мердок відмовився публікувати". Після успішної юридичної кампанії проти HarperCollins, Паттен опублікував книгу у Великій Британії у вересні 1998 року, а також отримав £500 000 компенсації та вибачення від Руперта Мердока.

### «Якби я зробив це»
«Якби я зробив це» - видана видавництвом книга О. Джей Сімпсона про його ймовірне вбивство Ніколь Сімпсон, що викликала негативну реакцію в США і стала причиною судового позову за право публікації.

### Бен Коллінз
У серпні 2010 року компанія виявилася втягнута в судовий позов з BBC через публікацію книги, яка, як згодом з'ясувалося, виявилася автобіографією автогонщика Бена Коллінза, яка розкрила в ньому особистість Стіга з шоу Top Gear. У своєму блозі виконавчий продюсер Top Gear Енді Вілмен звинуватив видавництво у «бажанні поживитися» на інтелектуальній власності BBC і назвав видавців «зборищем шахраїв». 1 вересня запит на судову заборону видавати книгу було відхилено, що підтвердило те, що Коллінз справді був «Стигом».

### Електронні книги
У березні 2011 року HarperCollins повідомила про свій намір розповсюджувати електронні книги в бібліотеках з DRM захистом, які забезпечують можливість видалити книгу після її використання 26 разів, викликавши критику, особливо через уподібнення книг, які є виключно цифровими. , традиційним книгам у м'якій обкладинці, які зношуються з часом.

### Сполучені Штати проти корпорації Apple
У квітні 2012 року Міністерство юстиції США подало позов проти Apple, HarperCollins та чотирьох інших великих видавничих компаній. У позові стверджувалося, що компанії змовилися з метою фіксування цін на електронні книги та ослаблення позицій Amazon.com на ринку, порушивши таким чином антимонопольне законодавство.
У грудні 2013 року федеральний суд схвалив антимонопольну претензію, згідно з якою HarperCollins та інші видавці мають вкласти кошти у фонд, який поповнить рахунки клієнтів, які переплатили за книги через фіксування цін.

### Ізраїль на атласі
У грудні 2014 року журнал The Tablet повідомив, що на карті Близького Сходу в атласі, виданому для близькосхідних шкіл, не марковано Ізраїль. Представник Collins Bartholomew — дочірньої компанії, що спеціалізується на картах, пояснив, що включення Ізраїлю було б «неприйнятним» для їх клієнтів в арабських країнах Перської затоки, і тому маркування було пропущено відповідно до «місцевих уподобань». Пізніше компанія вибачилася і знищила всі книги.